# Caecilia pachynema
Caecilia pachynema é uma espécie de anfíbio gimnofiono. Está presente na Colômbia e no Equador. É uma espécie subterrânea vivendo em florestas antigas e também em florestas perturbadas.